# Musique martiniquaise
La musique martiniquaise tient ses origines des musiques venues d'Europe d'Amérique et d'Afrique, compte tenu de son histoire créole. Elle s'est ensuite enrichie de rythmes des autres îles de la Caraïbe et a évolué de façon très étroite avec la musique guadeloupéenne.
Au XXe siècle, la Martinique se trouvera au carrefour de plusieurs influences, jazz et différenciations des langues latines et caribéennes. Plusieurs personnalités jouent un rôle à la fois d'interprète, compositeur mais aussi de musicologue pour préserver les mélodies traditionnelles, notamment après le drame de l'éruption de la montagne Pelé et la destruction de la Capitale Saint Pierre en 1902 avec le risque d'effacement de nombreuses archives et traditions. Parmi ces personnalités, on peut citer Victor Coridun ou encore Léon Apanon.

## Musique traditionnelle
Dans la musique traditionnelle on connaît surtout la musique du carnaval de Martinique et la biguine ; on distingue les musiques de mornes et les musiques de bal.

### Les musiques de mornes
- Le bèlè
- Le chouval bwa, musique accompagnant les manèges de chevaux de fer.
- Le danmyé, danse de lutte

### Les musiques de bal
- La mazouk (mazurka créole), la mazouk pitjé (mazurka créole piquée)
- La haute-taille (quadrille créole)

Le Bal martiniquais, op. 249, est une œuvre pour deux pianos du compositeur Darius Milhaud qui cite des thèmes traditionnels, écrite à la suite d'une escale sur son trajet en Amérique du Sud.

## Musique actuelle
- Le zouk
- Le compas
- Le kadans
- Le dancehall
- Le ragga
- Le jazz créole
- Le shatta